# Amiga A590

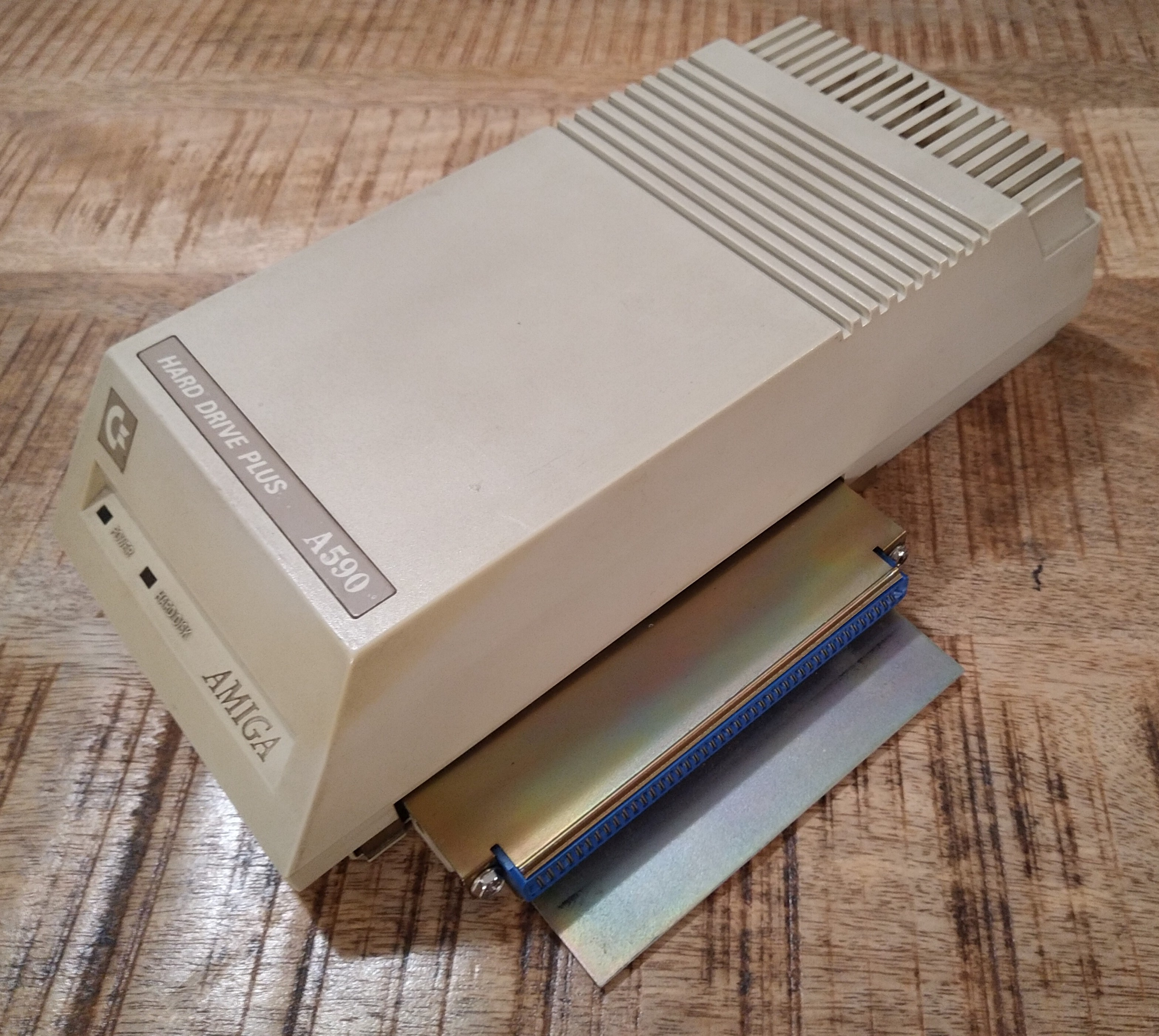
Commodore A590

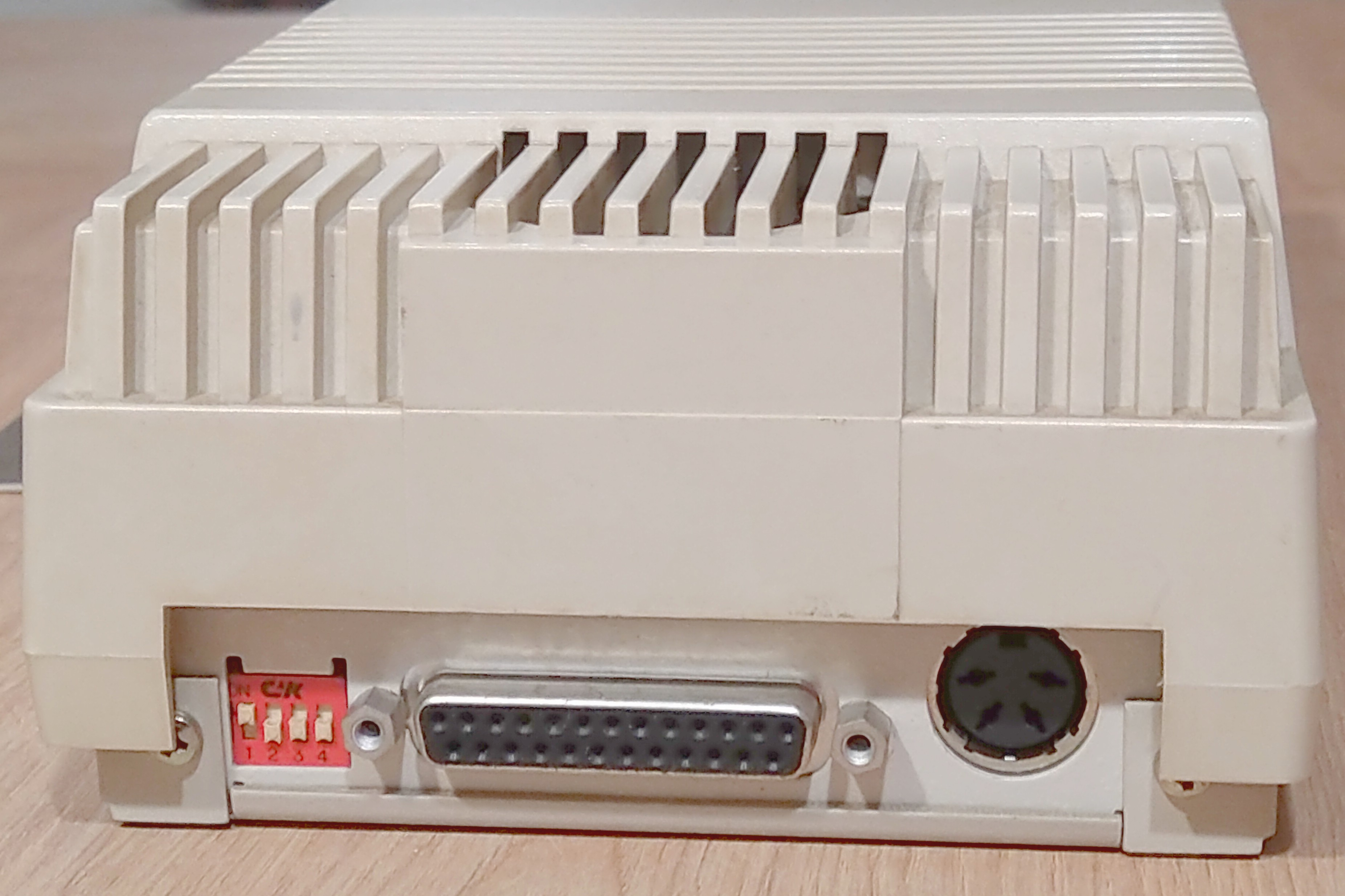
Commodore A590 hátlapi csatlakozói

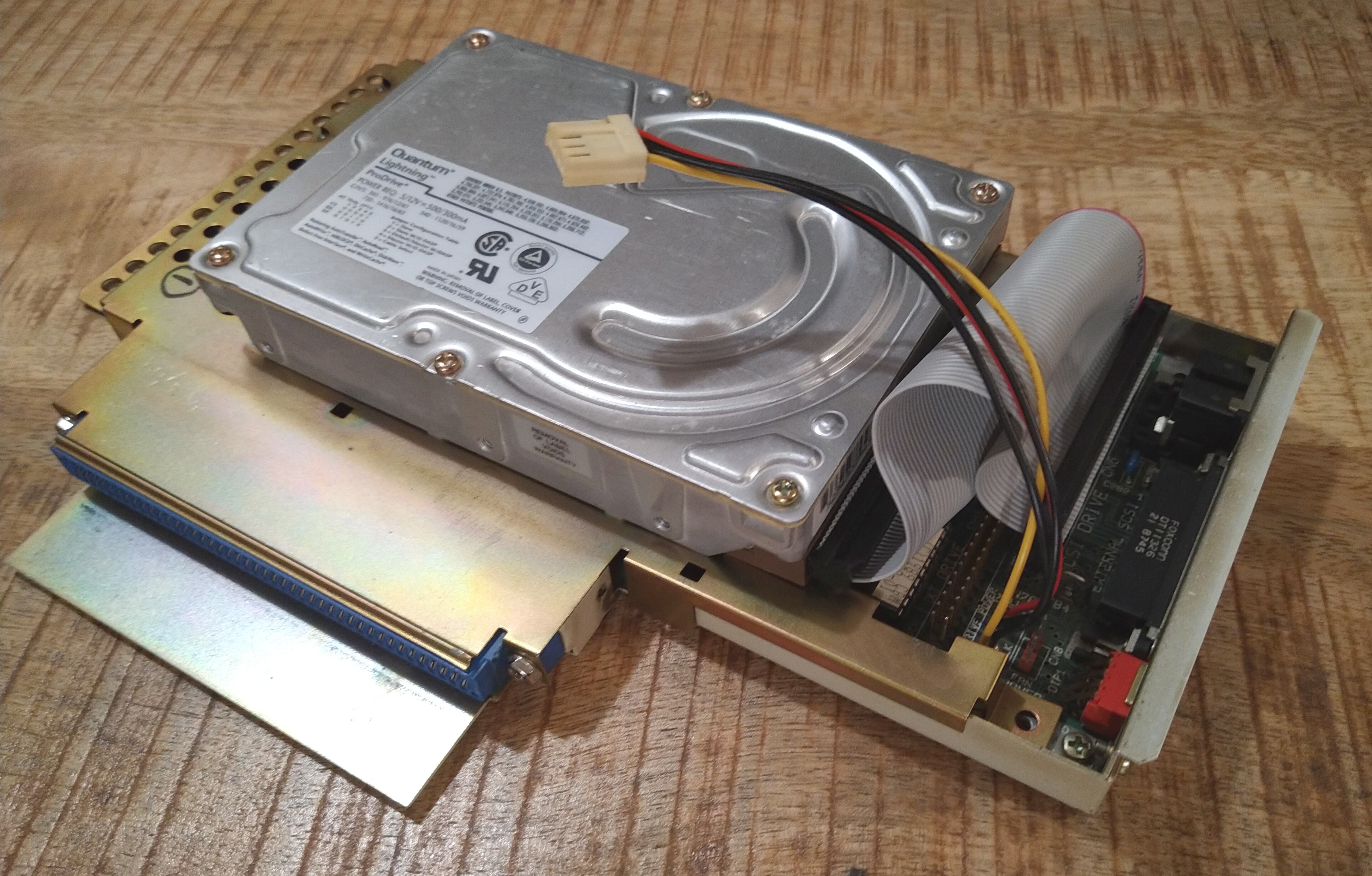
Commodore A590 burkolat nélkül

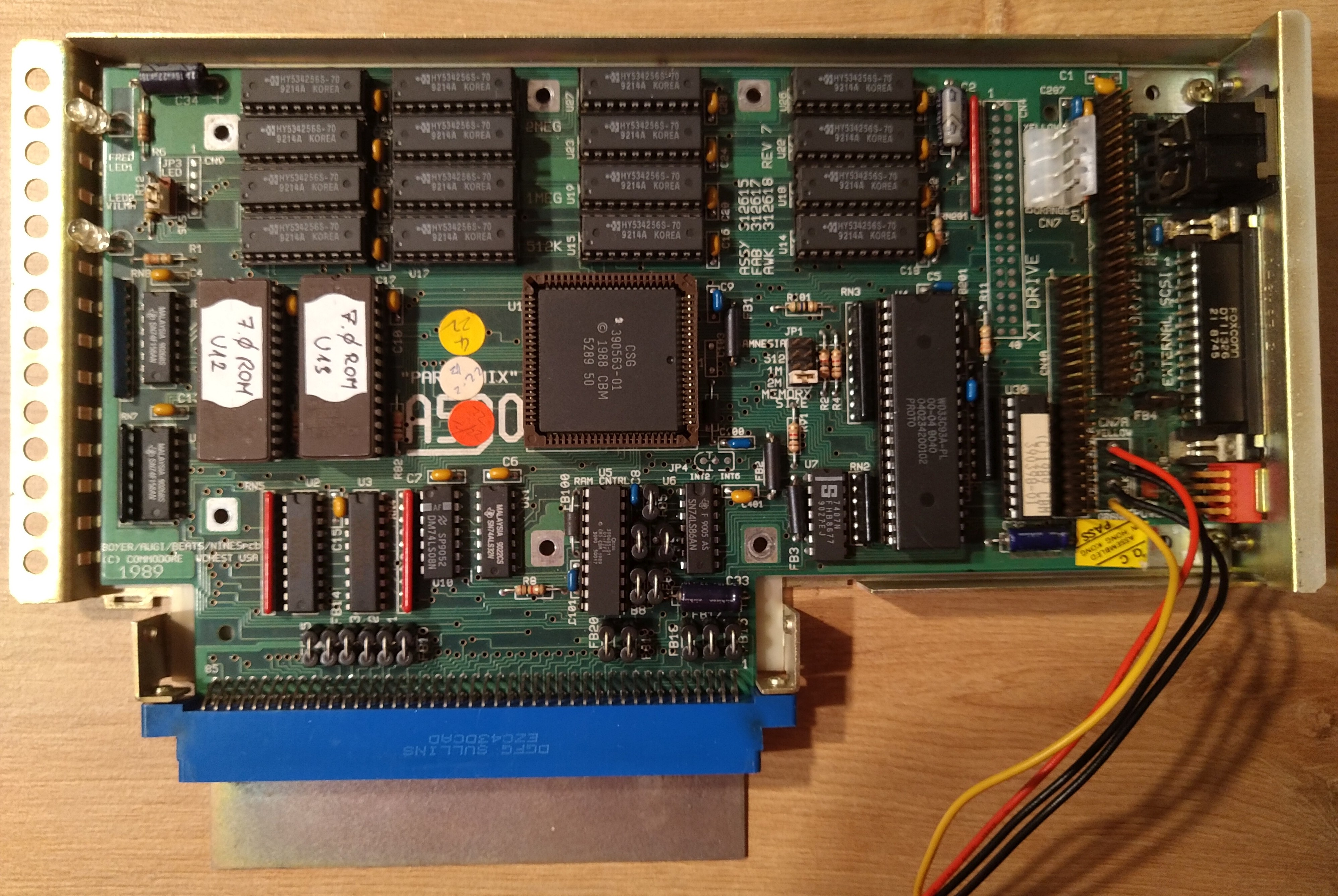
Commodore A590 alaplapja

Az Amiga A590 (más néven: Commodore A590, röviden: A590) egy merevlemez-vezérlő és memória bővítő periféria, melyet az Amiga 500 (A500), illetve az Amiga 500 Plus (A500+) számítógépekhez adott ki a Commodore 1989-ben.

## Felépítés
Az A590 egy oldalsó bővítő portra csatlakoztatható periféria egység, maximum 2 MB fastram bővítési lehetőséggel, gyárilag szerelt 20 MB-os XT-IDE merevlemezzel és egy belső, illetve külső SCSI csatolóval. Mindkét típusú merevlemez-vezérlő közvetlen memóriahozzáféréssel (DMA) rendelkezik és párhuzamos működésre is alkalmasak. A 8 bites XT-IDE (tehát nem 16-bites ATA!) csatolóra legfeljebb 80 MB-os winchester csatlakoztatható, tehát a fejlesztés iránya mindenképp a SCSI-II kompatibilis interfész lehet, melynek kapacitását csak az A590 ROM-jaiba égetett firmware korlátozza (v6 ROM-ig max. 512 MB, v7 ROM-okkal akár 8 GB, melyet már csak az AmigaOS, tehát az operációs rendszer /különösen a Kickstart/ korlátozhat 4 GB-ra, amennyiben nem modern AmigaOS/Kickstart változatot használunk, hanem a gyáriakat).
Az Amiga A570-hez hasonlóan az A590 sem tartalmaz átmenő buszcsatlakozót, így nem lehetséges a két eszköz együttes használata. Az A590-re lehetséges külső SCSI optikai meghajtó csatlakoztatása, ugyanakkor CDTV emulációt nem tartalmaz. A CDTV piaci kudarca miatt azonban ez a legtöbb felhasználó számára nem volt valós hiányosság.

## Jellemzők
- Párhuzamosan is működő SCSI és XT IDE interfészek (50-tűs SCSI és 40-tűs, 8-bites IDE)
- Western Digital 33C93 SCSI vezérlő IC[4]
- Közvetlen memória-hozzáférés (DMA)
- Autoboot ROM (automatikus bootoláshoz legalább Kickstart 1.3 kell)[2]
- Rigid disk block (RDB) kompatibilitás
- Külső DB25 SCSI csatlakozó
- Hátlapi DIP-kapcsolók autoboot, időzítés, SCSI logikai egység szám (LUN) be-/kikapcsolására[4]
- Jumperrel választható 0,5-1-2 MB fastram (DIP foglalat, 256 KB, 100-120 ns[4])[1]
- Amiga CD32-vel megegyező külső tápegység (+5/+12 V, 50 W)

Az A590 használatához nem igényelt hardver-illesztőprogramot (drivert). Az Amiga 500 szabványos bővítőportjának (lényegében egy Amiga Zorro busz interfész) autoconfig funkciója normál bővítőkártyaként érzékelte a perifériát csatlakoztatás után. A termékhez hozzáadott "A590 Setup" címkéjű floppy lemezen elérhető volt minden alapvető segédprogram a merevlemezkezeléshez, így például a "HDToolBox" partícionáló szoftver, vagy az XT-IDE merevlemezeknél fontos "Park" parancs.